# Старджон, Теодор
Теодор Старджон (Стерджон) (англ. Theodore Sturgeon), имя при рождении Эдвард Гамильтон Валдо (англ. Edward Hamilton Waldo; 26 февраля 1918, Нью-Йорк, США — 8 мая 1985 Юджин, США) — американский писатель-фантаст.
Опубликовал первый рассказ в 1938 году, в газете «McClure’s Syndicate», с которой часто сотрудничал впоследствии. Первый рассказ в жанре фантастики «Бог в саду» (англ. «A God in a Garden») был напечатан в октябре 1939 года в журнале «Unknown». В первые годы Старджон писал в основном рассказы для журналов научной фантастики. Расцвет его творчества пришёлся на 1940−50-е годы. В пятидесятые годы Старджон был одним из самых популярных американских писателей-фантастов, и оказал влияние на формирование таких знаменитых авторов, как Рэй Бредбери и Курт Воннегут.
Проза Старджона отличается особой поэтичностью, тщательно выверенным ритмом письма, создающим в читателе определённое элегическое настроение.
Теодор Старджон — автор 12 романов, более 200 рассказов, а также различных сценариев и телевизионных программ. Старджон является автором романа «Я, распутник», написанного в 1956 году, уже после того, как ещё не существующая книга получила славу бестселлера, благодаря мистификации американского радиоведущего. В 1966−1967 годах он написал несколько сценариев для сериала «Звёздный путь». Одно из наиболее знаменитых его произведений — повесть «Больше чем люди», составленная из трёх отдельных новелл и опубликованная в 1953 году. Основная тема повести — выход на новый уровень развития человечества через единение людей, наделённых паранормальными способностями. Найдя друг друга, герои создают единый организм «нового типа» (так называемый гештальт-человек). Путь к подлинному единению проходит не только через понимание собственной знаковости, не только через отрицание или, напротив, ассимиляцию общественных условностей, а в первую очередь через осознание этической основы существования человечества.